# Parco naturale del Monte San Giorgio
Il parco naturale del Monte San Giorgio è un'area naturale protetta situata in comune di Piossasco nella città metropolitana di Torino, in Piemonte, e istituita dalla Provincia di Torino ed entrata con la legge regionale 32 dell'8-11-2004 nel sistema delle aree protette della Regione Piemonte. 

## Territorio
Il parco tutela 377 ettari totalmente ricadenti in comune di Piossasco e collocati ad una quota che va dai 300 agli 837 m della cima dell'omonima montagna.
Le rocce che costituiscono il monte San Giorgio fanno parte del Massiccio Ultrabasico di Lanzo sono, una formazione di origine profonda. A tale formazione, che emerge alla superficie con un ampio arco aperto sulla pianura torinese, appartengono anche il monte Musinè e i rilievi che hanno ospitato l'amiantifera di Balangero.
Le rocce prevalenti, le peridotiti, sono molto ricche di magnesio e questo influenza anche la natura dei suoli che si formano dalla loro degradazione e quindi il tipo di vegetazione presente nella zona.

## Flora
La vegetazione arborea comprende, oltre alle conifere messe a dimora con i rimboschimenti del secolo scorso, le latifoglie tipiche della bassa montagna piemontese. Molto particolare è la presenza dell'olivo e di numerosi lecci e allori nelle aree meglio esposte, che testimonia il microclima caldo e asciutto dell'area.
In totale nel parco sono state contate 434 diverse specie vegetali. Nella zona meridionale del parco si trova una delle poche stazioni rimaste in Piemonte di una rara specie vegetale, la Paeonia officinalis. Il suo fiore, stilizzato, costituisce il logo del parco. Oltre alla peonia officinale sono presenti altre rarità botaniche quali Cheilanthes marantae, una felce xerotermofila, Pulsatilla halleri, che il Pignatti considera rarissima, e una delle pochissime stazioni segnalate in Piemonte di Lonicera etrusca.

## Fauna
I mammiferi presenti sono quelli tipica della zona con la vistosa presenza di caprioli, cinghiali, volpi e tassi e lupi ma anche di piccoli mammiferi quali scoiattoli, minilepri, ghiri, ricci etc. Accertata anche la presenza del Lupo attraverso fototrappole.
L'ornitofauna è più specifica e comprende specie poco diffuse altrove quali l'occhiocotto (Sylvia melanocephala) o il biancone (Circaetus gallicus) oltre a poiane, picchi, gufi, allocchi, civette e molti altri. Numerose sono le salamandre sul versante che volge verso Sangano insieme ai tritoni, interessanti anche gli insetti, tra i quali spicca una ricca e differenziata presenza di Carabidi.

## Cartografia
- 6 - Pinerolese Val Sangone, scala 1:25.000, ed. Fraternali
- 17 - Torino Pinerolo e Bassa Val di Susa, scala 1:50.000, ed. IGC - Istituto Geografico Centrale